# إبراهيم بن سلطان الجبوري
إبراهيم أفندي ابن سلطان بن ناصر الجبوري رجل دين، ومدرس علم النحو،
وهو أحد أولاد الشيخ سلطان بن ناصر الجبوري شيخ القراء في بغداد، وشقيق حسين بن سلطان الذي جاء ذكره وذريته في كتاب عشائر العراق،
 وشقيق الشاعر خليل بن سلطان الجبوري.

## قيل فيه
في مخطوطة نزهة المشتاق في علماء العراق لأبي البركات محمد بن عبد الغفور الرحبي (المتوفي بعد 1175 ه‍/1762 م) الذي ترجم فيها لعدد من علماء عصره من الذين عايشهم، ومنهم إبراهيم أفندي ابن الشيخ سلطان الجبوري حيث ذكره معهم ومدحه في أبيات من الشعر أشاد فيها بعلم وورع والتزام إبراهيم أفندي في الشريعة وفعل الخير، حيث يقول فيه:
ويستمر الرحبي صاحب المخطوطة بالإشادة بعلم إبراهيم أفندي، ويثني عليه باسلوب المقامة فيقول:
هذا المولى هو بكل ثناء أحق وأولى، حل من الشرف ذروته ومن الفضل بحبوحته، وتسنم صهوة الكمال ورقى أوج المعال، فالقت العلوم إليه أفلاذها واتخذت الفضائل طاعته عصمتها وملاذها، فرفع للعلم هضابا وأرشف طالبيه من ماء فضله رضابا، فالفضائل ملأ حقيبته، والكمالات حشو كنانته، مجلسه باصناف المعارف حافل وفهمه بحل ما أشكل كافل، وله القلم الذي يكاد يعشب من نداوة بنانه ويبيض وجه الطرس بتسويد النقوش من بدايع بيانه، فلديه جنان البلاغة لم يطمث ابكارها انس ولا جان وأشجار الفضائل لم يقطف ثمارها عين ناظر ولا يد جان، ولقد اقتنص الشوارد وتناول بكف معرفته الفراقد، وغاص على الغرر من بنات الفكر فسهام أفكاره تفك الزرد وكنانة آرائه تجمع ما شت وشرد، فهو للمعاني الباهرة مخترع وآت منها بأشياء لم يكن بابها قرع، وباب الفتوح لم تغلق وكم من خزائن الغيب من أشياء لم تخلق، فسار بصلاحه وفضله الصبا والقبول وصادف الناس من مواقع القبول، وناهيك بعالم قنع بمجالسة الكتب من أهل الزمان وتردى برداء العلماء العالمين العاملين أولى العرفان، ولازم التدريس في داره وانقطع عن الناس باختياره، وله سيرة محموده ومكانة في القلوب معدوده، ولم يزل في حال مستقيم وقلب عن الغل سليم فيحق ان يقال فيه ان إبراهيم لاوّاه حليم.

## أستاذ في النحو
ورد في كتاب المعجم المختص وخلال ترجمة الشيخ محمد سعيد بن الشيخ العلامة أبي البركات عبد الله بن الحسين بن ناصر بن مرعي العباسي البغدادي الشهير بابن السويدي المولود في بغداد بمحلة الكرخ سنة (1141 ه‍/1728 م) والمتوفي سنة (1223 ه‍/1808 م)، ومؤلف كتاب ورود حديقة الوزراء بورود وزارة مواليهم في الزوراء: أنه قرأ القرآن على الشيخ محمد البغدادي، وجانباً من النحو على الشيخ إبراهيم بن سلطان الجبوري.